# بخش ناشیک
بخش ناشیک (به انگلیسی: Nashik division) یک منطقهٔ مسکونی در هند است که در مهاراشترا واقع شده‌است. بخش ناشیک ۵۷٬۲۶۸ کیلومتر مربع مساحت و ۱۸٬۵۷۱٬۶۱۱ نفر جمعیت دارد.